# Olidata
Olidata é uma fabricante de eletrônicos da Itália, foi fundada na cidade de Cesena em 1982 por Carlo Rossi e Adolfo Savini, atualmente a empresa produz computadores, televisores de LCD e desenvolve Softwares para informática. Em 2009 a empresa eletrônica de Taiwan Acer comprou 29,9% da Olidata.